# 세이퍼 앳 홈
세이퍼 앳 홈(Safer at Home)은 미국에서 제작된 윌 워닉 감독의 2021년 범죄, 드라마, 스릴러 영화이다. 조슬린 휴돈 등이 출연하였다.

## 출연
- 조슬린 휴돈
- 댄 J. 존슨
- 마이클 쿠피스크
- 에마 라하나
- 앨리사 올라패크